# Навойска област
Навойска област (на узбекски: Navoiy viloyati) е една от 12-те области (вилояти) на Узбекистан. Площ 110 800 km² (2-ро място по големина в Узбекистан, 24,73% от нейната площ). Население на 1 януари 2019 г. 974 300 души (13-о място по население в Узбекистан, 2,91% от нейното население). Административен център град Навои. Разстояние от Ташкент до Навои 512 km.

## Историческа справка
Всичките 6 града в областта са признати за такива по време на съветската власт, в периода от 1958 г. (Навои) до 1979 г. (Къзълтепа). Първото създаване на Навойска област става на 20 януари 1982 г. от части на Бухарска и Самаркандска област. На 9 септември 1988 г. областта е закрита и територията ѝ е присъединена към Самаркандска област, а през май 1989 г. големи части са предадени на Бухарска област. На 27 януари 1992 г. Навойска област е възстановена и оттогава границите ѝ не са променяни.

## Географска характеристика
Навойска област е разположена в северната част на Узбекистан. На север и североизток граничи с Къзълординска и Туркестанска област на Казахстан, на изток – с Джизакска област, на югоизток – със Самаркандска област, на юг – с Кашкадаринска област, на югозапад – с Бухарска област и на запад – с Каракалпакската автономна република. В тези си граници заема площ от 110 800 km² (2-ро място по големина в Узбекистан, 24,73% от нейната площ). Дължина от север на юг 460 km, ширина от запад на изток 350 km.
Релефът на областта представлява слабо хълмиста, леко наклонена на северозапад равнина. Над 90% от територията ѝ е заета от пустинята Къзълкум, в която се издигат отделни уединени възвишения – Букантау (764 m), Кулджуктау (785 m) и Тамдитау (922 m). В източната ѝ част навлиза западния участък на възвишението Актау (северозападно продължение на Туркестанския хребет) с максимална височина връх Тахку 1993 m (40°23′46″ с. ш. 65°57′07″ и. д. / 40.396111° с. ш. 65.951944° и. д.), издигащ се на 2 km западно от сгт Лянгар, Хатърчински район. Крайната ѝ южна част е заета от широката и плодородна долина на река Зеравшан.
Климатът е рязко континентален със сравнително мека зима и продължително, горещо и сухо лято. Средна януарска температура -3 °C, а средна юлска 37 °C. Годишната сума на валежите е 175 – 200 mm. Продължителността на вегетационния период (минимална денонощна температура 5 °C) в град Навои е 217 денонощия.
Единствената постоянна водна артерия в областта е река Зеравшан, от която наляво и надясно се отделят напоителни канали, захранващи 3 големи водохранилища: Тудакулско, Куймазарско и Шуркалско.
Почвите в напояваните райони са ливадни, алувиални и блатно-ливадни. В пустинно-пасбищните райони преобладават светлосивите, пясъчните и гипсоносните почви. В пустинните райони растат ксерофитни храсти (джузгун, астрагал и др.), ефемери и ефемероиди (пясъчна острица, метличина), житни треви и малки горички от саксаул. Пустинният животински свят е представен от антилопи (джейран и сайга), пустинен вълк, пустинна лисица, многочислени гризачи (лалугер, пустинна мишка), влечуги (гущери, змии, костенурки), а от птиците се срещат саксаулна сойка, пустинарка, степно коприварче и др.

## Население
На 1 януари 2019 г. населението на Навойска област област е наброявало 974 300 души (2,91% от населението на Узбекистан). Гъстота 8,79 души/km². Градско население 48,29%. Етнически състав: узбеки 63,3%, руснаци 13,5%, казахи 11,5%, татари 2,6%, украинци 1,4%, каракалпаки 1,4%, таджики 1,3%, азербайджанци 0,9%, беларуси 0,2% и др.

## Административно-териториално деление
В административно-териториално отношение Навойска област се дели на 8 административни района (тумани), 6 града, в т.ч. 2 града с областно подчинение и 4 града с районно подчинение и 38 селища от градски тип.

### Административни райони (тумани)
1. Канимехски район – административен център сгт Канимех, селища от градски тип 3 + 1 броя: Балакарак, Мамъкчи, Шуртепа
2. Карманински район – административен център сгт Кармана, селища от градски тип 5 + 1 броя: Маликрабат, Пахтаабад, Падкаран, имени С. Умарова, имени Т. Гафурова
3. Къзълтепински район – административен център гр. Къзълтепа, селища от градски тип 8 броя: Акмечет, Баланд-Гардиян, Вангази, Гайбан, Зармитан, Колъайи Азизон, Оксоч, Хусбудин
4. Хатърчински район – административен център гр. Янгирабад, селища от градски тип 6 броя: Джалаир, Джалаяр, Лянгар, Палвантепа, Сарай, Тасмачи
5. Навбахорски район – административен център сгт Кескантерак, селища от градски тип 4 + 1 броя: Иджант, Калканата, Куйи-Бешработ, Сарай
6. Нуратински район – административен център гр. Нурата, селища от градски тип 5 броя: Газган, Къзълча, Темирковук, Чуя, Янгибина
7. Тамдински район – административен център сгт Тамдъбулак, селища от градски тип 1 брой:
8. Учкудукски район – административен център гр. Учкудук, селища от градски тип 1 брой: Шалкар

### Градове

#### Градове с областно значение
- Зарафшан – включва 1 селище от градски тип: Мурунтау
- Навои – включва 1 селище от градски тип: Тинчлик

#### Градове с районно значение
- Къзълтепа
- Нурата
- Учкудук
- Янгирабад